# Kōen
Pour les articles homonymes, voir Koen.
Kōen (康円), né en 1207 et mort aux alentours de 1284 ou 1285, était un sculpteur bouddhique japonais (busshi) de l’époque de Kamakura, appartenant à l’école Kei.
Kōen était un descendant d’Unkei, souvent identifié comme le fils de Kōun, ou éventuellement de Tankei (eux-mêmes fils d'Unkei),. Peut-être apprenti auprès de Tankei, qu’il assiste dans la réalisation des Senju Kannon (Kannon aux mille bras) du Sanjūsangen-dō, il prend à sa suite la direction de l’école Kei en 1256, et est honoré du titre de hōgen (second dans la hiérarchie des busshi).
Sculpteur très actif, il subsiste de Kōen environ trente œuvres réparties dans plusieurs grands temples, principalement de la région de Kyoto et de Nara, dont de façon chronologique : le Sanjusangen-dō (notamment six des mille statues de Kannon en 1254), le Tōdai-ji (dont un Senju Kannon en 1256), le Byakugō-ji (Taisan’ō, Shirokuzō et Shimeizō en 1259), l’Eikyū-ji (deux rois célestes en 1264), le Daijō-ji, le Kannon-ji (un Fudō Myō-ō et ses huit compagnons en 1272) et le Jingo-ji (Aizen Myō-ō en 1275),.
Son style se situe dans la lignée de celui d’Unkei, empreint de réalisme mais avec le plus grand soin apporté à la représentation des émotions sur les visages. Toutefois, malgré une technique excellente, Hisashi Mōri ou Hiromichi Soejima notent un trop grand formalisme et moins de puissance d’expression que chez Unkei ; la force et l’héroïsme laissent place à plus de délicatesse, surtout à partir de 1267 où l’artiste privilégie les statues de petite taille aux motifs peints très fins,. Cette miniaturisation, souvent critiquée par les historiens de l’art en comparaison des premières œuvres Kei, apparaît comme une des caractéristiques de la sculpture tardive de l’époque de Kamakura.